# Tour de França de 1982
L'edició del Tour de França de 1982, 69a edició de la cursa francesa, es disputà entre el 2 i el 25 de juliol de 1982, amb un recorregut de 3.507 km distribuïts en un pròleg i 21 etapes, una d'elles amb dos sectors. La 5a etapa, una contrarellotge per equips, hagué d'anul·lar-se per un seguit de manifestacions que es van produir en el seu recorregut, i fou substituïda pel primer sector de la 9a etapa.
Hi van prendre part 17 equips de 10 corredors cadascun, dels quals sols un aconseguí acabar la cursa al complet.
Bernard Hinault repeteix triomf a la cursa, dominant la cursa des de la primera etapa i aconseguint el mallot groc a l'onzena etapa

## Resultats

### Classificació general
| Classificació General                  | Classificació General    | Classificació General | Classificació General |
| -------------------------------------- | ------------------------ | --------------------- | --------------------- |
| 1.                                     | Bernard Hinault          | França                | 92h 08' 46"           |
| 2.                                     | Joop Zoetemelk           | Països Baixos         | + 6' 21"              |
| 3.                                     | Johan van der Velde      | Països Baixos         | + 8' 59"              |
| 4.                                     | Peter Winnen             | Països Baixos         | + 9' 24"              |
| 5.                                     | Phil Anderson            | Austràlia             | + 12' 16"             |
| 6.                                     | Beat Breu                | Suïssa                | + 13' 21"             |
| 7.                                     | Daniel Willems           | Bèlgica               | + 15' 33"             |
| 8.                                     | Raymond Martin           | França                | + 15' 35"             |
| 9.                                     | Hennie Kuiper            | Països Baixos         | + 17' 01"             |
| 10.                                    | Alberto Fernández Blanco | Espanya               | + 17' 19"             |
| 170 participats, 125 acabaren la cursa |                          |                       |                       |

### Gran Premi de la Muntanya
| 1r | Bernard Vallet       | 278 pts |
| 2n | Jean-René Bernaudeau | 237 pts |
| 3r | Beat Breu            | 205 pts |

### Classificació de la Regularitat
| 1r | Sean Kelly      | 429 pts |
| 2n | Bernard Hinault | 152 pts |
| 3r | Phil Anderson   | 149 pts |

### Classificació per equips
| 1r | Coop Mercier |

### Altres classificacions
| Millor Jove  | Phil Anderson |
| Combativitat | Régis Clère   |

### Etapes
| Etapa  | Data         | Recorregut                     | km         | Guanyador                 | Líder           |
| Pròleg | 2 de juliol  | Basilea-Basilea                | 7,4 (CRI)  | Bernard Hinault           | Bernard Hinault |
| 1ª     | 3 de juliol  | Schupfart-Möhlin               | 207        | Ludo Peeters              | Ludo Peeters    |
| 2ª     | 4 de juliol  | Basilea-Nancy                  | 250        | Phil Anderson             | Phil Anderson   |
| 3ª     | 5 de juliol  | Nancy-Longwy                   | 134        | Daniel Willems            | Phil Anderson   |
| 4ª     | 6 de juliol  | Beauraing-Mouscron             | 219        | Gerrie Knetemann          | Phil Anderson   |
| 5ª     | 7 de juliol  | Orchies-Fontaine-au-Pire       | 73 (CRE)   | Etapa anul·lada           | Phil Anderson   |
| 6ª     | 8 de juliol  | Lilla-Lilla                    | 233        | Jan Raas                  | Phil Anderson   |
| 7ª     | 10 de juliol | Cancale-Concarneau             | 234,5      | Pol Verschuere            | Phil Anderson   |
| 8ª     | 11 de juliol | Concarneau-Châteaulin          | 200,8      | Frank Hoste               | Phil Anderson   |
| 9ª (1) | 12 de juliol | Lorient-Plumelec               | 69 (CRE)   | Ti-Raleigh                | Phil Anderson   |
| 9ª (2) | 12 de juliol | Plumelec-Nantes                | 138,5      | Stefan Mutter             | Phil Anderson   |
| 10ª    | 13 de juliol | Saintes-Bordeus                | 147,2      | Pierre-Raymond Villemiane | Phil Anderson   |
| 11ª    | 14 de juliol | Valença d'Agen-Valença d'Agen  | 57,3 (CRI) | Gerrie Knetemann          | Bernard Hinault |
| 12ª    | 15 de juliol | Fleurance-Pau                  | 249        | Sean Kelly                | Bernard Hinault |
| 13ª    | 16 de juliol | Pau-Saint-Lary-Soulan          | 122        | Beat Breu                 | Bernard Hinault |
| 14ª    | 18 de juliol | Martigues-Martigues            | 32,5 (CRI) | Bernard Hinault           | Bernard Hinault |
| 15ª    | 19 de juliol | Manosque-Orcières-Merlette     | 208        | Pascal Simon              | Bernard Hinault |
| 16ª    | 20 de juliol | Orcières-Merlette-Aup d'Uès    | 123        | Beat Breu                 | Bernard Hinault |
| 17ª    | 21 de juliol | Bourg-d'Oisans-Morzine-Avoriaz | 251        | Peter Winnen              | Bernard Hinault |
| 18ª    | 22 de juliol | Morzine-Saint-Priest           | 233        | Adri van Houwelingen      | Bernard Hinault |
| 19ª    | 23 de juliol | Saint-Priest-Saint-Priest      | 48 (CRI)   | Bernard Hinault           | Bernard Hinault |
| 20ª    | 2 de juliol  | Sens-Aulnay-sous-Bois          | 161        | Daniel Willems            | Bernard Hinault |
| 21ª    | 25 de juliol | Fontenay-sous-Bois-París       | 186,8      | Bernard Hinault           | Bernard Hinault |